# Адміністративний устрій Куликівського району
Адміністративний устрій Куликівського району — адміністративно-територіальний поділ Куликівського району Чернігівської області 1 селищну громаду та 1 селищну громаду сусіднього району, які об'єднують 25 населених пунктів та підпорядковані Куликівській районній раді. Адміністративний центр — смт Куликівка.

## Список громадКуликівського району
- Куликівська селищна громада
- Олишівська селищна громада

* Примітки: м. — місто, с-ще — селище, смт — селище міського типу, с. — село